# Tephritis koreacola
Tephritis koreacola
 es una especie de insecto díptero que Kae Kyoung Kwon describió científicamente por primera vez en el año 1985.
Esta especie pertenece al género Tephritis de la familia Tephritidae.